# Benzie County
Benzie County är ett administrativt område i delstaten Michigan, USA. År 2010 hade countyt 17 525 invånare. Den administrativa huvudorten (county seat) är Beulah. 

## Geografi
Enligt United States Census Bureau har countyt en total area på 1 634 km². 831 km² av den arean är land och 1 393 km² är vatten. 

### Angränsande countyn
- Leelanau County, Michigan - nord
- Grand Traverse County, Michigan - öster
- Manistee County, Michigan - syd
- Kewaunee County, Wisconsin - sydväst

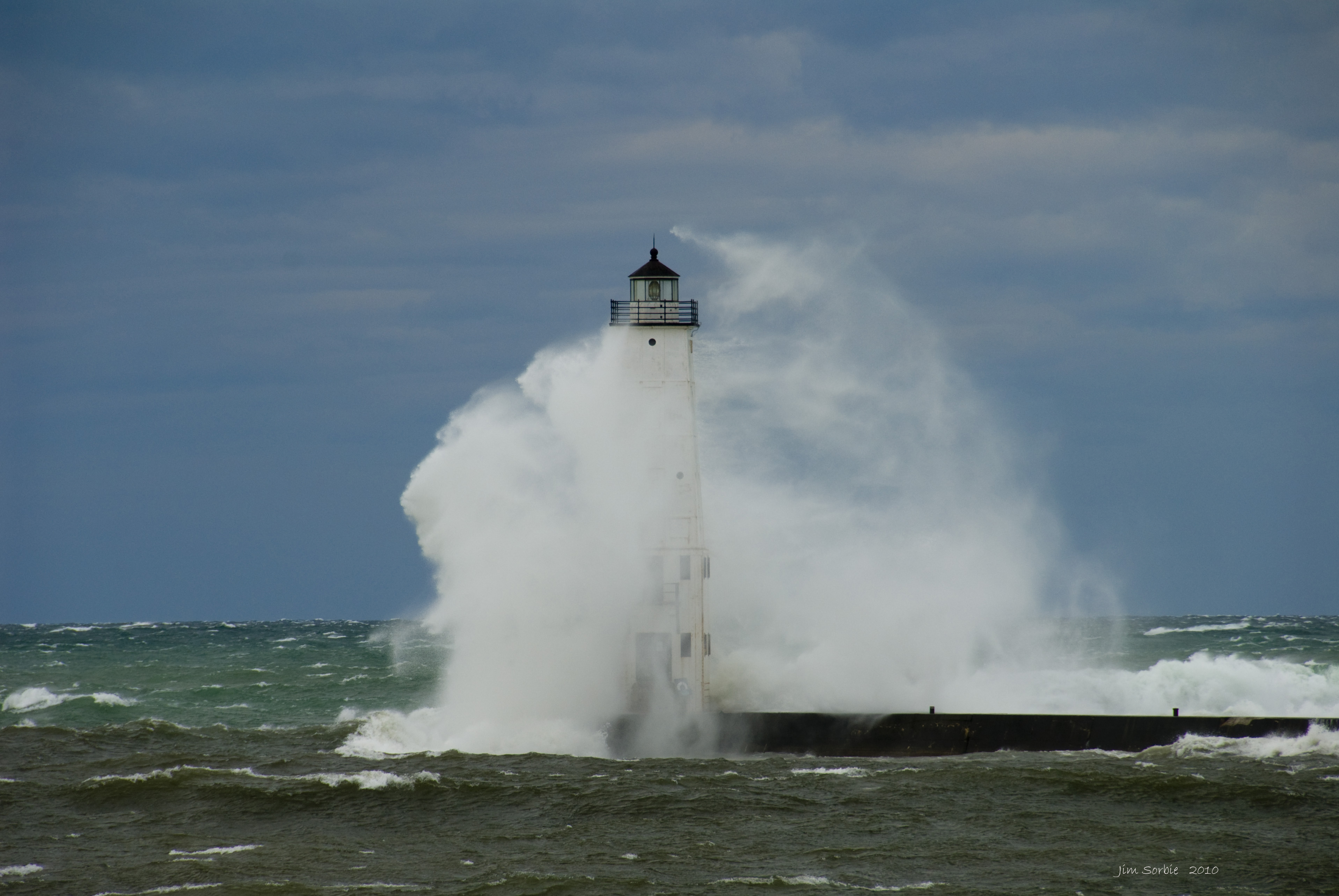
Fyr i Frankfort, Benzie County.

- Door County, Wisconsin - nordväst